# Baptiste aîné
Nicolas Anselme, dit Baptiste aîné est un acteur français né à Bordeaux le 18 juin 1761 et mort aux Batignolles le 30 novembre 1835.

## Biographie
Issu de la célèbre famille Baptiste, protégée de Voltaire et amie de Lekain, le jeune Nicolas joue un rôle secondaire dans la tragédie de Gaston et Bayard. Sous le pseudonyme de Baptiste, il contracte un engagement avec le directeur du théâtre d'Arras. Là, outre une mémoire prodigieuse et un talent pour les rôles tragi-comiques, il chante et joue même la pantomime. En 1788, le directeur du théâtre de Rouen se l'attache ; en l'espace de trois ans, sa renommée d'acteur devient telle qu'il reçoit des propositions pour le théâtre du Marais, à Paris. 
Il devient alors rapidement reconnu dans les rôles de pères et de raisonneurs. Ses grands succès sont : Robert chef de brigands de Lamartelière (1792), La Mère coupable de Beaumarchais (1792), le Festin de Pierre, le Dissipateur et le Glorieux de Destouches (où il rompt avec la déclamation classique) et les Deux Frères de Kotzebue (1799). Il quitte le théâtre en 1828 pour devenir professeur à l'école de déclamation et se retire aux Batignolles où il finit sa vie.
Son frère Paul Eustache Anselme dit Baptiste cadet est aussi un comédien. Baptiste aîné est le père de Françoise-Joséphine Anselme Baptiste, comédienne et sociétaire de la Comédie-Française sous le nom de Madame Desmousseaux.
À sa mort Baptiste aîné est inhumé au cimetière des Batignolles.

## Théâtre

### Carrière à la Comédie-Française
Entrée en 1793
Nommé 207e sociétaire en 1799
Doyen de 1826 à 1828
Départ en 1828
- 1799 : Les Amis de collège de Louis-Benoît Picard, Comédie-Française : Clermont
- 1799 : Le Misanthrope de Molière : Alceste
- 1799 : Les Projets de mariage d'Alexandre Duval, Comédie-Française : Germencey
- 1799 : Épicharis et Néron de Gabriel-Marie Legouvé, Comédie-Française : Lucain
- 1799 : La Jeunesse du duc de Richelieu d'Alexandre Duval et Jacques-Marie Boutet de Monvel, Comédie-Française : Richelieu
- 1799 : Tartuffe de Molière : Tartuffe
- 1799 : Le Barbier de Séville de Beaumarchais : le comte Almaviva
- 1799 : Mathilde de Jacques-Marie Boutet de Monvel, Comédie-Française : Wodmar
- 1799 : Blanche et Montcassin d'Antoine-Vincent Arnault, Comédie-Française : Capello
- 1799 : Les Deux Frères d'après August von Kotzebue, Comédie-Française : Bertrand
- 1799 : Agamemnon de Népomucène Lemercier : Agamemnon
- 1799 : Les Statuaires d'Athènes d'Antoine-François Rigaud, Comédie-Française : le magistrat
- 1799 : Les Précepteurs de Fabre d'Églantine, Comédie-Française : Ariste
- 1799 : Le Deuil prématuré de Noël-Barthélemy Monvel, Comédie-Française : Durval
- 1799 : L'Abbé de L'Épée de Jean-Nicolas Bouilly, Comédie-Française : Franval
- 1800 : Orphis de Népomucène Lemercier, Comédie-Française : Amostris
- 1800 : Le Lord imprévu de Jean-Charles-Julien Luce de Lancival, Comédie-Française : Milors
- 1800 : Oscar fils d’Ossian d'Antoine-Vincent Arnault, Comédie-Française : Dermide
- 1800 : Pinto ou la Journée d'une conspiration de Népomucène Lemercier : Lopez
- 1800 : Montmorency de Carrion-Nizas, Comédie-Française : Richelieu
- 1800 : Les Calvinistes ou Villars à Nimes de Charles Pigault-Lebrun, Comédie-Française : le maréchal de Villars
- 1801 : Le Collatéral de Fabre d'Églantine, Comédie-Française : Forlis
- 1801 : Foedor et Wladamir ou la Famille de Sibérie de Jean-François Ducis, Comédie-Française : Romanoff
- 1801 : Iphigénie de Jean Racine, Comédie-Française : Ulysse
- 1801 : L'Intrigant dupé par lui-même de Honoré-Antoine Richaud-Martelly, Comédie-Française : Charles
- 1802 : Édouard en Écosse d'Alexandre Duval, Comédie-Française : Cope
- 1802 : Le Roi et le laboureur d'Antoine-Vincent Arnault, Comédie-Française : Don Juan
- 1802 : Le Mariage de Figaro de Beaumarchais, Comédie-Française : le comte Almaviva
- 1802 : Le Jeu de l'amour et du hasard de Marivaux, Comédie-Française : Dorante
- 1802 : Eugénie de Beaumarchais, Comédie-Française : Clarendon
- 1802 : La Mère coupable de Beaumarchais, Comédie-Française : le comte Almaviva
- 1803 : Herman et Verner ou les Militaires d'Étienne Guillaume François de Favières, Comédie-Française : Herman
- 1803 : La Boîte volée de Charles de Longchamps, Comédie-Française : Birmann
- 1804 : Guillaume le Conquérant d'Alexandre Duval, Comédie-Française : Guillaume
- 1804 : La Fausse honte de Charles de Longchamps, Comédie-Française : Germon
- 1804 : Pierre le Grand de Henri de Carrion-Nizas, Comédie-Française : Lefort
- 1804 : Les Dangers de l'absence de Jean-Baptiste Pujoulx, Comédie-Française : M. de Florvile
- 1804 : Molière avec ses amis de François Andrieux, Comédie-Française : Chapelle
- 1804 : Cyrus de Marie-Joseph Chénier, Comédie-Française : Ostiages
- 1805 : Nicomède de Pierre Corneille : Prusias
- 1805 : Esther de Jean Racine : Mardochée
- 1805 : Les Templiers de François Just Marie Raynouard : le ministre
- 1805 : Bajazet de Jean Racine : Acomat
- 1805 : Amélie Mansfield de Louis François Marie Bellin de La Liborlière : Arnold
- 1806 : Les Français dans le Tyrol de Jean-Nicolas Bouilly : le gouverneur
- 1806 : Athalie de Jean Racine : Mathan, puis Joad
- 1806 : Antiochus Epiphanes de Auguste Le Chevalier : Antiochus
- 1806 : Phèdre de Jean Racine, Comédie-Française : Thésée
- 1806 : Omasis ou Joseph en Égypte de Pierre Baour-Lormian : Jacob
- 1807 : Le Parleur contrarié de Launay-Vasary : Ariste
- 1807 : Pyrrhus ou les Aeacides de Louis-Grégoire Le Hoc : Alcétas
- 1807 : La Mort de Du Guesclin de Hyacinthe Dorvo : le vieillard anglais
- 1807 : Abdélazis et Zuleima de Pierre-Nicolas André de Murville : Nasser
- 1807 : Le Misanthrope de Molière : Philinte
- 1808 : Plaute ou la Comédie latine de Népomucène Lemercier : Daemone
- 1808 : La Suite du Menteur de Pierre Corneille : Ariste
- 1809 : Médiocre et rampant ou le Moyen de parvenir de Louis-Benoît Picard : Ariste
- 1809 : Les Capitulations de conscience de Louis-Benoît Picard : Descobard
- 1809 : La Revanche de François Roger et Augustin Creuzé de Lesser : le comte
- 1809 : Vitellie de A. de Selve : Helvidius
- 1809 : L'Enthousiaste de J. de Valmalette : Ariste
- 1810 : La Mère confidente de Marivaux : Ergaste
- 1810 : Brunehaut ou les Successeurs de Clovis d'Étienne Aignan : Clotaire
- 1810 : Le Vieux fat ou les Deux vieillards de François Andrieux : M. Merville
- 1810 : Eugénie de Beaumarchais : Hartley
- 1811 : Un lendemain de fortune ou les Embarras du bonheur de Louis-Benoît Picard : M. de Brémont
- 1811 : Les Jeunes Amis de François-Joseph Souque : M. Gandolphe
- 1811 : Britannicus de Jean Racine : Burrhus
- 1811 : La Manie de l'indépendance d'Augustin Creuzé de Lesser : Germond
- 1811 : Les Pères créanciers d'Eugène de Planard : Valmont
- 1811 : Annibal de A. J. Denormandie : Prusias
- 1813 : Tippo-Saëb d'Étienne de Jouy : Narséa
- 1813 : Tom Jones à Londres de Desforges : Western
- 1814 : Fouquet de J. R. de Gain-Montagnac : Fouquet
- 1814 : La Rançon de Du Guesclin d'Antoine-Vincent Arnault : Caurelay
- 1814 : Les États de Blois ou La Mort du duc de Guise de François Just Marie Raynouard : Crillon
- 1815 : Tartuffe de Molière : Cléante
- 1815 : Un retour de jeunesse de Louis-François-Hilarion Audibert : Dorimont
- 1815 : Athalie de Jean Racine : Asarias
- 1816 : La Comédienne de François Andrieux : Gouvignac
- 1816 : Charlemagne de Népomucène Lemercier : Gérolde
- 1816 : Laquelle des trois ? de Charlotte Vanhove : le comte d'Olbreuse
- 1816 : Le Médisant d'Étienne Gosse : Duvernois père
- 1816 : L'Anniversaire ou Une journée de Philippe-Auguste de Rancé et Théaulon de Rambert : le comte de Dreux
- 1816 : L'Artisan politique de Théodore-Henri Barrau : Maître Fribourg
- 1817 : Le Trésor de François Andrieux : Latour
- 1817 : La Manie des grandeurs d'Alexandre Duval : Montgéran
- 1818 : Le Susceptible par honneur d'Étienne Gosse : Verneur
- 1818 : Partie et revanche de Rancé : Derville
- 1819 : Orgueil et vanité de Joseph-François Souque : le président
- 1819 : Le Frondeur de Jacques-Corentin Royou : Lisimon
- 1819 : Le Marquis de Pomenars de Sophie Gay : Méridec
- 1820 : Le Flatteur d'Étienne Gosse : Roland
- 1820 : Le Folliculaire d'Alexandre de La Ville de Mirmont : Dormeuil
- 1820 : Le Paresseux de Jean- Étienne-François de Marignié : Blamon
- 1821 : Le Faux bonhomme d'Alexandre Duval : Franville
- 1821 : Jeanne d'Albret ou le Berceau d'Henri IV de Théaulon de Lambert, Carmouche et Edmond Rochefort : Henri d'Albret
- 1821 : L'Heureuse rencontre d'Eugène de Planard : M. de Valsain
- 1821 : Le Retour ou l'Oncle et le neveu de Rancé : Valcour oncle
- 1821 : Faliero d'Étienne Gosse : le doge
- 1822 : Le Ménage de Molière de Justin Gensoul et J. A. N. Naudet : Chapelle
- 1822 : Le Sourd ou l'Auberge pleine de Desforges : Doliban
- 1822 : Les Quatre âges de Pierre-François Camus de Merville : Périanthe
- 1822 : L'Amour et l'ambition de François-Louis Riboutté : d'Herman
- 1823 : Fielding d'Édouard Mennechet : M. Scott
- 1823 : L'Auteur malgré lui de Saint-Rémy : Montfort
- 1824 : La Saint-Louis à Sainte-Pélagie de Jean-Baptiste-Pierre Lafitte : Raymond
- 1824 : Une journée de Charles V de Nicolas-Paul Duport : Froissart
- 1825 : L'Héritage d'Édouard Mennechet : Mérinville
- 1825 : Le Roman d'Alexandre-Joseph-Jean de la Ville de Mirmont : le baron
- 1825 : L'Auteur et l'avocat de Paul Duport : M. Dermont
- 1825 : La Princesse des Ursins d'Alexandre Duval : Salvador
- 1826 : L'Amitié des deux âges de Henri Monier de La Sizeranne : Germon
- 1826 : Le Spéculateur de François-Louis Riboutté : Menard
- 1826 : L'Agiotage de Louis-Benoît Picard et Adolphe Simonis Empis : Dormeuil
- 1826 : Le Duel de Léon Halévy : le général
- 1826 : Le Tasse d'Alexandre Duval : Pazzini
- 1828 : Chacun de son côté d'Édouard-Joseph-Ennemond Mazères : le baron Derbon